# Klemen Slakonja
Klemen Slakonja (Brežice, 3 de junio de 1985) es un actor, humorista, imitador, cantautor, músico y presentador de televisión esloveno. Ha alcanzado cierta notoriedad en Internet por sus sketches cómicos, a menudo realizados en forma de vídeos musicales. Entre sus numerosas imitaciones, se encuentran figuras destacadas como el Papa Francisco, Vladímir Putin, Donald Trump y Angela Merkel,  otros.

## Biografía
Nacido y criado en Brežice, ciudad eslovena ubicada en la frontera con Croacia, estudió interpretación en la Academia de teatro, radio, cine y televisión de la Universidad de Liubliana, donde se graduó en 2010.
Comenzó su carrera en el entretenimiento como presentador en la emisora de radio local Radio Energy y como organizador de eventos. Durante un evento en 2007, llamó la atención del presentador Edi Štraus, quien se fijó en él y lo recomendó a Sašo Hribar para colaborar en su programa de radio Radio Ga Ga. Más tarde, participó en programas de televisión como Hri-bar y Nekega lepega popoldne . En 2010 se convirtió en miembro del elenco del Teatro dramático nacional de Liubliana.
En 2011, presentó Evrovizijska Melodija, la preselección eslovena para elegir al representante del país en el Festival de la Canción de Eurovisión, en el que interpretó un popurrí de todas las canciones eslovenas del Festival de la Canción de Eurovisión hasta ese momento. Ese mismo año, anunció los resultados del jurado esloveno y del televoto durante la final del mencionado concurso.
En 2012, presentó la preselección eurovisiva eslovena de aquel año, Misija Evrovizija, en la que interpretó los papeles de Bono, Sting, James Blunt, Elton John, los Niños Cantores de Viena, Justin Bieber, Lenny Kravitz, el Harlem Gospel Choir, Lady Gaga y Chris Martin, con la canción Slovenia Will Win.
Más tarde, también se hizo conocido por sus parodias de canciones famosas, que presentó inicialmente en su programa de entretenimiento musical Zadetek v petek, y más tarde, en Je bella cesta. Entre ellos, destaca JJ Style, una reinterpretación del éxito mundial Gangnam Style que satiriza las acciones del gobierno de Janez Janša. Para este último, también realizó un vídeo musical, que obtuvo más de 100 000 visitas en dos días, convirtiéndose en un éxito viral en YouTube en Eslovenia.
En febrero de 2016, Slakonja interpretó el papel del presidente ruso Vladímir Putin, parodiándolo con la canción de Putin, Putout, presentada durante la edición anual de <i id="mwfQ">Evrovizijska Melodija</i> que él mismo presentó. Tan solo dos días después de que el vídeo se publicara en YouTube, ya lo habían visto más de 1,5 millones de personas y en julio de 2017, había alcanzado casi 12 millones de visitas.
Seis meses después, hizo una parodia del presidente estadounidense Donald Trump con la canción Golden Dump (The Trump Hump). El 3 de julio de 2017, publicó otra pieza, Ruf mich Angela, donde personificó a la canciller alemana, Angela Merkel. Slakonja también ha retratado a figuras como el Papa Francisco, Goran Dragić, Jamie Oliver, Luka Dončić o Slavoj Žižek.
En diciembre de 2017, en colaboración con la empresa energética Borzen, creó la canción Kako si lepa, con el objetivo de concienciar sobre el uso eficiente de la energía y la protección del medio ambiente.
En 2020, volvió a presentar Evrovizijska Melodija. En el acto de apertura cantó la canción ganadora del Festival de la Canción de Eurovisión 2019, Arcade, y durante su actuación le cayó una lámpara encima, provocando que la retransmisión se interrumpiera. Más tarde, se reveló que fue una broma del artista. En 2021, se convirtió en el presentador de Kdo si ti? Zvezde pod masko, la versión eslovena de The Masked Singer.
En diciembre de 2024, Klemen fue confirmado, por primera vez, como participante en Evrovizijska Melodija, con la canción How Much Time Do We Have Left. La selección nacional, que tuvo lugar el 1 de febrero de 2025 en los estudios de televisión de Radiotelevisión eslovena, vio a Klemen clasificarse para la superfinal, donde el televoto lo coronó como ganador y se convirtió en el representante esloveno en el escenario de Eurovisión, celebrado en Basilea, Suiza.

## Vida privada
Desde 2011 mantiene una relación con la actriz Mojca Fatur, con quien tiene dos hijos: Ruj, nacido en 2012, y Lev, nacido en 2015.

## Discografía

### EP
- 2020 – Under My Xmas Tree
- 2021 – #TheMockingbirdMan

### Sencillos
- 2013 – The Perverted Dance (Cut The Balls)
- 2016 – Putin, Putout
- 2016 – Golden Dump (The Trump Hump)
- 2017 – Ruf mich An(gela)
- 2019 – My Name Is Luka
- 2021 – Modern Pope (#SpreadLove)
- 2025 – How Much Time Do We Have Left

## Televisión
- Hri-bar (TV SLO 1, 2007) – Imitador
- Nekega lepega popoldneva (TV SLO 1, 2008) – Copresentador
- Evrovizijska Melodija (TV SLO 1, 2011, 2016, 2020) – Presentador
- Misija Evrovizija (TV SLO 1, 2012) – Presentador
- Zadetek v petek (TV 3 Medias, 2013) – Presentador
- Je bella cesta (POP TV, 2013) – Presentador
- Od blizu (TV SLO 2, 2016) – Invitado
- Zadnji večer s Klemnom Slakonjo (TV SLO 1, 2019) – Presentador y actor
- Kdo si ti? Zvezde pod masko (Planet TV, 2021) – Presentador

## Radio
- Radio Energy (Radio Energy, 2007) – Imitador
- Radio Ga Ga (Radio Slovenija 1, 2007) – Presentador

## Filmografía

### Cine
- Osebna prtljaga, regia di Janez Lapajne (2009)
- Kapa, regia di Slobodan Maksimović (2022)

### Cortometrajes
- Skušnjava, regia di Marko Šantić (2006)
- Vučko, regia di Matevž Luzar (2007)
- Osa, regia di Kaja Tokuhisa (2007)
- Palčica, regia di Boris Dolenc (2009)
- Maček Muri, regia di Boris Dolenc e Jernej Žmitek (2013)
- Cipercoper, regia di Boris Dolenc e Jernej Žmitek (2014)